# Ariolimacidae
Ariolimacidae es una familia de babosas terrestres. Son moluscos gastrópodos pulmonados en la superfamilia  Arionoidea (según "Taxonomy of the Gastropoda (Bouchet & Rocroi, 2005)").

## Subfamilias y géneros
La familia Ariolimacidae consiste de dos subfamilias:
- Ariolimacinae  -  Pilsbry & Vanatta, 1898
- Zacoleinae  -  Webb, 1959[2]

## Géneros
La familia Ariolimacidae incluye los siguientes géneros:
Ariolimacinae
- Ariolimax Mörch, 1859 - género tipo de la familia Ariolimacidae

Zacoleinae
- Zacoleus Pilsbry, 1903 - género tipo de la subfamilia Zacoleinae